# Potentilla viscidula
Potentilla viscidula là loài thực vật có hoa trong họ Hoa hồng. Loài này được (Rydb.) Rydb. miêu tả khoa học đầu tiên năm 1908.